# Hovedstad
 "Hovedstaden" omdirigeres hertil. For valgkredsen ved folketingsvalget i 1918, se Hovedstaden (valgkreds).
En hovedstad (af tysk: hauptstadt, jævnfør græsk: metropolis, fransk og italiensk: capitale, engelsk og spansk: capital) er normalt benævnelsen for den by i et land, der er sæde for landets regering og som hovedregel dens centraladministration. Hovedstaden har ikke eksisteret i alle tider og samfund. Det middelalderlige rejsekongedømme var langt mere almindelig indtil moderne tid. En delstatshovedstad er hovedbyen i en delstat, som oftest i en forbundsstat.
Nogle lande har regler i deres lovgivning som erklærer en bestemt by eller kommune for at være landets hovedstad. Det gælder f.eks. Holland hvis hovedstad ifølge landets forfatning er Amsterdam, men hvor parlament, regering og højesteret er placeret i Haag; og Montenegro, hvis hovedstad er Podgorica men hvor præsidentens officielle residens ligger i Cetinje.
I de fleste lande, fx i Europa, er hovedstaden tillige landets største by og dets økonomiske midtpunkt. I nogle lande, således i USA som helhed såvel som i flere af unionens enkelte stater har dette derimod ikke været tilfældet; Washington er unionens politiske hovedstad, men New York er dens materielle og økonomiske samlingspunkt. I nogle tilfælde, navnlig i tidligere tider, havde et land flere hovedstæder samtidigt, idet regeringerne flyttede fx efter årstiden i det gamle Persien eller efter en vis tids forløb således, som tilfældet i sin tid var i Schweiz.
Udtrykket anvendes undertiden også i overført betydning, fx siges at »Rom er katolicismens hovedstad« eller lignende.
Som modstilling til hovedstaden sættes landets øvrige dele, ofte under fællesbenævnelsen »provinsen«.
I Danmark var begrebet Hovedstaden frem til 70'erne et samlingsnavn for Københavns, Frederiksbergs og Gentoftes kommuner og betegnede "København uden forstæder". Betegnelsen fjernedes sammen med sporvognene. I dag svarer Fingerplanens indre område bedre til det samme begreb.[kilde mangler]